# Копнена војска Украјине
Копнена војска Украјине (укр. Сухопутні війська Збройних сил України) је независан вид Армије Украјине.
У Копненој војсци Украјине има 60.725 војника и 11.593 запослених, односно укупно 72.318 припадника. Копнена војска Украјине почела је са радом 12. децембра 1991. године. Командант Копнене војске Украјине је генерал-лајтнант Александар Пављук.

## Историја
Копнена војска Украјине је формирана у Оружаним снагама Украјине на основу Уредбе Председника Украјине у складу са чланом 4. Закона Украјине "о Оружаним снагама Украјине" из 1996. Према намени и обиму њихових задатака које играју кључну улогу у обављању Оружаних снага Украјине својих функција у миру и рату.

## Чинови
- Солдат
- Старший солдат
- Молодший сержант
- Сержант
- Старший сержант
- Старшина
- Прапорщик
- Старший прапорщик
- Молодший лейтенант
- Лейтенант
- Старший лейтенант
- Капітан
- Майор
- Підполковник
- Полковник
- Генерал-майор
- Генерал-лейтенант
- Генерал-полковник
- Генерал армії України

- Солдат
- Старший солдат
- Молодший сержант
- Сержант
- Старший сержант
- Старшина
- Прапорщик
- Старший прапорщик
- Лейтенант
- Капітан

## Ратови, битке
Мировне операције у Босни и Херцеговини, на Косову и Метохији и у Ираку.

## Службе Копнене војске Украјине
- Загальновійська
- Механізовані війська
- Танкові війська
- Аеромобільні війська
- Ракетні війська та артилерія
- Інженерні війська
- Війська зв'язку
- Війська радіаційного, хімічного і бактеріологічного захисту
- Частини та підрозділи радіоелектронної боротьби
- Військова прокуратура
- Частини та підрозділи логістики
- Автомобільні і дорожні війська
- Медична служба
- Військові диригенти та музиканти
- Військова служба правопорядку у Збройних Силах
- Служба військових сполучень
- Військово-топографічна служба